# Terrier tibetano
El Terrier tibetano o Tibetan Terrier es un perro de talla mediana de pelo largo. Su perfil es generalmente cuadrado, con una apariencia robusta y una expresión que denota firmeza.

## Etimología
A pesar de su nombre, el Terrier tibetano no forma parte del grupo de razas terriers. La palabra terrier viene del francés antiguo chien terrier (perro de la tierra), y esas razas originalmente se criaban para la caza de ratas, zorros, y las peleas de perros. Ya que los perros asiáticos no se encajan tan fácilmente en las clasificaciones occidentales como terrier, pastor, cobrador etc., se solían clasificar basado más en su semejanza física. Además, este tipo de perro tenía muchos usos, y los perros más parecidos de esta manera en el Occidental eran los tipos de terriers multi-usos como el Irish soft coated wheaten y el Kerry blue terrier. El Kennel Club of India decidió que se debería llamar el Terrier tibetano, aunque no era un verdadero terrier.

## Historia

### Origen
El Terrier tibetano es una raza de más de 2.000 años de antigüedad, originario de las altas montañas del Tíbet. Los tibetanos empezaron a separar los perros que tenían en grandes y pequeños. Esto conllevó a la existencia de dos tipos de perros. “El Gran Perro Tibetano” cuyo descendiente directo es el Dogo del Tíbet o Do-Khyi, se piensa que los fenicios exportaron a occidente estos perros y tuvieron una gran importancia en la formación de los Mastiff europeos. El otro perro tibetano era de menor tamaño y dio origen al Tíbet Apso o Terrier tibetano, al Lhasa Apso, y contribuyó a la formación del Tibetan Spaniel, Pequines, etc.
Los Terrier tibetanos se extendieron pronto como perros de compañía, siendo conocidos como “pequeñas personas”. Por su buena cualidad de centinela y su carácter amable con la familia fueron rápidamente acogidos por los nómadas. La función de centinela la compartían con sus “primos mayores” los Do-Khyi, los Terrier tibetanos los despertaban de su sueño un poco más profundo. Los Terrier tibetanos y los Do-Khyi también en la actualidad se entienden bien y comparten su vida en muchas familias. Otra utilidad que se le dio a los Terrier tibetanos era la utilización de su abundante pelo para elaborar ropas, por ello se les esquilaba parcialmente en los meses de verano. Los Terrier tibetanos se acostumbraron enseguida a la vida nómada. Las condiciones Climáticas del Tíbet son muy extremas, está situado a unos 3.500 a 5.000 metros de altura, los inviernos son muy duros y largos, mientras que los veranos cortos son muy calurosos. Todo esto ha hecho del Terrier tibetano un perro robusto, que soporta las extremas temperaturas, abruptos terrenos, etc. Convirtiéndose así en perros ideales para el pastoreo y la vida familiar. 
Por supuesto también fueron criados en los monasterios, recibiendo un trato respetuoso por parte de los monjes, ya que según la cultura budista-tibetana se cree que todo los perros de pelo largo (Apso) son portadores de las almas reencarnadas. Por ello se prohibió la venta y sacrificio de estos perros. Frecuentemente se entregaron como regalo o para agradecer un servicio prestado. Los monasterios intercambiaban Terrier tibetanos con los nómadas, siendo los perros de mayor tamaño los que iban a los nómadas, mientras que los nómadas entregaron sus perros más pequeños a los monasterios. Como el intercambio era constante no se separó la raza en dos tipos y por ello el tamaño quedó estable. Los monasterios también realizaban intercambios de perros con otros monasterios. Esto tenía una doble función, como ofrenda de respeto y amistad al igual que refrescaban la sangre de sus ejemplares. Los Terrier tibetanos que se entregaban eran normalmente machos. Sé creía que traían suerte si se les trataba bien. 
Los relatos de los viajes de Marco Polo (finales del siglo XIII) narran la existencia de perros en el Tíbet, que se asemejan a las razas conocidas actualmente.

### Llegada a occidente
Fue introducido oficialmente en Occidente en los años 20. Un jefe tibetano y su mujer requirieron los servicios de un médico, por eso fueron a Cawnpore (India). Ahí fueron atendidos por la Dra. Agnes R. H. Greig. Los tibetanos iban acompañados de una perra que estaba encinta, Lily. La Dra. Greig se hizo cargo de la perra mientras su dueña se recuperaba de una operación. Como agradecimiento por la operación exitosa y por haber cuidado a Lily, la Dra. Greig pudo quedarse con uno de los cachorros de Lily. Escogió a Bunti. Bunti era una perra de color blanco con tonos miel. La Dra. Greig quiso presentar su nueva perra en exposiciones. Bunti fue inicialmente presentada en exposiciones como Lhasa Terrier. Como era obvio que no era la misma raza la Dra. Greig emprendió bajo la tutela del Kennel Club of India un programa de cría. Este programa consistía en criar tres generaciones y luego un grupo de jueces examinaba los ejemplares y determinaría que hacer. Empezó el programa con Bunti y Rajah. Rajah procedía de los mismos tibetanos que Bunti. La primera camada nació el 24 de diciembre de 1924 fue un regalo de Navidad muy especial. La Dra. Greig prosiguió el programa de cría con éxito.
Como la Dra. Greig tenía un permiso de 10 meses se fue a Inglaterra a casa de su madre. La madre Mrs. A. R. Greig era una criadora de Cocker Spaniel Inglés y Japanese Chins con el afijo “of Ladkok”. La Dra. Greig se fue de permiso con tres perros, estos eran Bunti, Chota-Tukra of Ladkok y Ja-Haz of Ladkok. La Dra. Greig realizó una camada con Bunti y Ja-Haz of Ladkok. De esta camada nació Mr. Binks of Ladkok y otros dos ejemplares. Cuando la Dra. Greig tuvo que regresar a la India en 1927 solo se llevó consigo a Mr. Binks, este macho fue el primer campeón de la India. Mientras la Dra. Greig estaba en la india fueron presentados sus perros como Lhasa Terrier en Inglaterra.
La Dra. Greig nunca pudo viajar al Tíbet, por su condición de mujer, pero tuvo buen contacto con los lamas de los monasterios los cuales le mandaron ejemplares. En la India adquirió la Dra. Greig un ejemplar macho criado por Buddiman un lama tibetano. Los Tibetan Terriers de los monasterios eran ligeramente más elegantes. El macho se llamó Thoombay of Ladkok. La Dra. Greig mando como agradecimiento al monasterio un hijo de Thoombay. La Dra. Greig criaba bajo el afijo “Lamleh”.
En el año 1930 el Tibetan Terrier fue oficialmente reconocido por el Kennel Club of India y un año más tarde por el Kennel Club of England. Los dos primeros campeones de Inglaterra son Thoombay of Ladkok y Jana of Lamleh los dos perros eran de la propiedad de la familia Greig. Thoombay obtuvo el título el 7 de diciembre de 1938 y Jana el 4 de julio de 1939. Jana of Lamleh era una perra muy sofisticada y eso que era la bisnieta de Bunti. 
La Dr. Greig exportó algunos ejemplares a Alemania, Austria, y Suiza.
A comienzos de los 40 algunos ejemplares Ladkok (Chandra of Ladkok, Loki of Ladkok y Zomi of Ladkok) junto con Dyck. Tava Fiorina (perro italiano con orígenes indios) fueron los fundadores de la línea “Alt Deutsch”. Uno de los primeros afijos era “von Tiergartenbrück”. Ejemplares de esta línea fueron exportados a Dinamarca. La línea “Alt Deutsch” se extendió por todo centro y norte de Europa. Aun cuando se levantó el Telón de Acero había criadores de esta línea en la RDA, Checoslovaquia, Yugoslavia, etc.
Durante la Segunda Guerra Mundial la Dr. Greig mantuvo a duras penas el criadero, teniendo que rescindir de muchos lujos a favor de sus perros. 
A comienzos de los 50 apareció Trojan Kynos en el puerto de Heysham fue encontrado por Mr & Mrs J. Downey que eran criadores de Pointers. Varias personas dijeron a los Downey que Trojan Kynos debía ser un Tibetan Terrier. Trojan Kynos fue inscrito en el Kennel Club of England y fue aceptado como Tibetan Terrier en 1956. Los Downey adquirieron la perra Princess Aureus (Princes-Chan x Pa.Sang of Lamleh, criada por Miss H. Slaughter). Princess Aureus fue cruzada con Trojan Kynos y esto fue el inicio de la línea “Lunville”. Alguno de los primeros ejemplares fueron Lunville Lady Penélope, Lunville Kyle y Lunville Prince Khan. Las líneas “Lunville” se extendieron por Europa, EE. UU., Canadá, etc.
En 1957 la Dr. Greig mando sus primeros Lamleh’s a EE. UU. a Alice Murphy que residía en Virginia, y crio bajo el afijo de “Kalai”. Alice Murphy fue la fundadora de los Lamleh’s americanos. El TTCA (club americano del Tibetan Terrier) fue fundado en 1957 su presidenta fue Alice Murphy. Alice Murphy tuvo una gran importancia para la raza en EE. UU. Dra. Greig y Alice Murphy se hicieron íntimas amigas, la Dra. Greig le mandó perros hasta poco antes de morir.
Al morir la Dra. Greig en 1972 quedaron algunos ejemplares de sus Tibetan Terriers. Entonces el Kennel Club of England decidió que algunos fueran a Ben & Janet Beasley y estos crían bajo el afijo de Lehlam. Otros perros fueron a casa de Mrs. Mulliner que escribió más tarde uno des los libros más famoso sobre la raza.

### Inicios en España
Por último, en España no era muy conocida la raza. Aunque se podían ver esporádicamente Terriers tibetanos en los años 60. La criadora Suiza Frau Monika Stöcklin-Pobe que criaba bajo el afijo “Rohilla” presentó algunos ejemplares de Tibetan Terrier junto con sus Afganos en España y Portugal. Frau Stöcklin-Pobe tenía perros criados por la Dra. Greig. Aunque hasta 1980 no se proclamó el primer campeón de España, este fue la hembra Tsering Lhotse Passang criada por Mrs Valerie Hocking. El segundo campeón fue en 1981 el macho Ladkh Djouley nacido en Nepal en 1975, los dos perros eran propiedad del criadero afincado en Francia “de Makalu” Señor Thomas H. Cadwell.

## Aspecto general
Aun teniendo una apariencia compacta no ha de resultar ni pesado ni tosco. El Terrier tibetano ha de tener una apariencia de perro rústico, esto no ha de confundirse con un mal cuidado. Por el contrario tampoco ha de ser ligero de hueso, esto no ha de confundirse con los Terrier tibetanos de tamaño pequeño, ya que Terrier tibetanos grandes pueden ser ligero de huesos.

### Cabeza y cráneo
La cabeza es una de las piezas fundamentales del Terrier tibetano. En la cabeza está encerrada la expresión de perro oriental, por ello esta es muy importante. La cabeza tiene una forma cuadrada desde arriba, aunque se va estrechando hacia la trufa. El stop es similar al del Bearded Collie. Pero jamás debe tener una trufa puntiaguda. Es muy importante que la distancia desde la punta de la trufa hasta los ojos sea igual a la de los ojos a la base de la cabeza. Normalmente cuando la distancia entre la trufa y a los ojos es más grande se debe a que los ejemplares tienen la trufa puntiaguda y/o la mandíbula inferior poco desarrollada.

#### Ojos

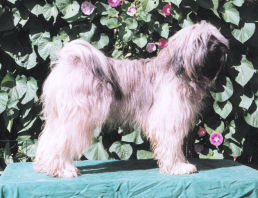
Hembra joven de Tibetan terrier

Los ojos son grandes, redondos y con expresión de alerta pero jamás prominentes. Los ojos han de ser marrón oscuro pero no negros. Los ojos un poco más claritos se permiten si el pelaje es muy claro. Los bordes de los párpados han de ser negros, algunos cachorros de pelo claro pueden tener la pigmentación incompleta que puede durar años en completarse.

#### Orejas
Las orejas están insertadas muy arriba de la cabeza y la parte inferior de la oreja no puede colgar más allá de la línea de la mandíbula inferior.

#### Mandíbula
La mandíbula es una aparte fundamental en la forma de la cabeza del Terrier tibetano. Es muy importante la inserción de los dientes incisivos, esta ha de ser curva y no recta como en el Lhasa Apso. Entre los dientes incisivos de la mandíbula superior ha de haber una pequeña separación.
La tijera inversa no ha de ser penalizada ya que si desapareciera está el hocico del Terrier tibetano se modificaría, a una forma más alargada, “tipo zorro”. 

### Cuartos delanteros
Los hombros juegan un papel fundamental. Los hombros demasiado rectos producen que el cuello sea muy corto. Los húmeros cortos influyen negativamente en el andar del Terrier tibetano. El ángulo que forma el omoplato con el humero es de unos 100º. Si el ángulo es superior, no es posible un buen movimiento de las patas delanteras. Las patas delanteras no se pueden estirar lo suficiente.

### Cuerpo
El cuerpo ha de ser compacto. Con espacio para los órganos internos. Ha de tener buen Pecho. Costillas ligeramente arqueadas. La forma del costillar no ha de ser como un tonel, pero tampoco plana. La forma de tonel no permite que los codos tengan suficiente espacia para que el movimiento sea correcto. Ha de tener una buena musculación. La parte trasera esta ligeramente más elevada que la altura de la cruz. La espalda es recta sobre las costillas, y el lomo es ligeramente arqueado y la grupa nivelada; todo es con el rabo de la forma de “media luna”. Es muy importante que la distancia entre el alto de la espalda y la base del rabo sea igual a la altura de la cruz. Esto le da una apariencia de caja.

### Cuartos traseros
Corvejones bajos, son primordiales para la agilidad, el empuje y “soundness”. La junta no ha de ser suave ni flexible, sino firme y fuerte. Los cuartos traseros bien musculados. El pelo debe colgar bastante y no ha de estar cortado alrededor de la inserción del rabo.

### Pies
Los pies de los Terrier tibetanos son muy importantes a la hora de juzgarlos. Los pies han de ser anchos, grandes, redondos y peludos. Es importante que sean planos. Los pies han de ser muy peludos, teniendo incluso mucho pelo entre los dedos. Las uñas han de ser fuertes y duras. Las almohadillas son gruesas, permitiendo una buena amortiguación. Todo perro que no tenga así los pies no puede ser un buen representante de la raza.

### Rabo
El rabo tiene una longitud media, aunque no importe que sea más corto o largo sino estropea el conjunto. El rabo ha de estar altamente insertado y cuelga sobre el lomo. El rabo he de estar muy poblado de pelo, este ha de ser largo. El pelo puede colgar a un lado o a ambos lados del lomo.

### Movimiento
La base de un buen movimiento es una buena construcción del perro. El movimiento ha de ser suave con un fuerte impulso. Las patas traseras no han de cruzar las huellas de las patas delanteras ni exterior ni interiormente. Si se observa lateralmente se tiene que ver un perro cuadrado con la cabeza orgullosamente y naturalmente elevada. El rabo ha de estar sobre el lomo. El movimiento de los cuartos delanteras ha de ser amplio al igual que el de los traseros. No es necesario ver las almohadillas al andar, los movimientos extravagantes no son penalizables, pero hay que tenerlos en cuenta.

### Capa

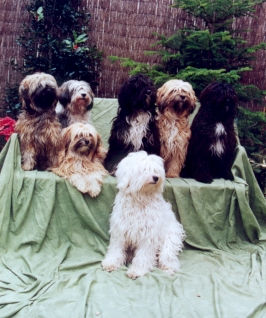
Terrier tibetanos variados.

La doble capa y un pelo largo es el distintivo de la raza. El subpelo ha de ser fino y lanoso. El pelo de cobertura es abundante pero ni sedoso ni lanoso. El pelo puede ser liso u ondulado pero nunca llegando a tirabuzón. Un abundante pelo no es nada si no va acompañado de una buena construcción y “sound”. Porque la edad de maduración del pelo varía mucho, hay Terrier tibetanos que a los 12 meses tienen mucho pelo, mientras que otros a los 4 años tienen su pelo en su máximo esplendor. 
No es correcto cortar los pelos en los pies, ya que el estándar pide pies peludos. 

### Color
Los colores son muy variados, desde el blanco, canela, gris, negro, hasta bicolor y tricolor. Todo los colores se tratan por igual no ha de haber ningún tipo de preferencia hacia un color a la hora de juzgar. El único color que no está permitido es el chocolate o hígado, este va siempre acompañado de una pigmentación marrón de la trufa.

### Tamaño
Altura a la cruz es de 35,6 a 40 cm. Las hembras son ligeramente más pequeñas. El Tibetan Terrier no es una raza que se mida normalmente en ring. Los Tibetan Terriers han de parecerse a primera vista a un Tibetan Terrier, si son pequeños no han de tener la apariencia de un Lhasa Apso o si por el contrario si son muy grandes no han de parecerse a un Bearded Collie.

## Cuidados

### El cachorro

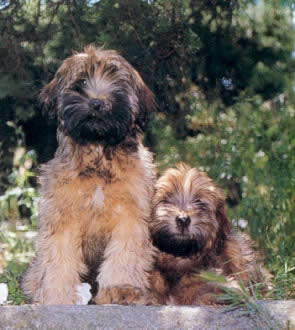
Cachorros de Tibetan terrier.

A la llegada a nuestra casa, a las 12 semanas el pelo tiene aprox. 5-8 cm, siendo este suave.
Todavía no tiene subpelo. Pero aprovechamos este tiempo, hasta los 6/8 meses para acostumbrarle al aseo. Le colocamos encima de una mesa, de pie o tumbado (como nos resulte más cómodo y accesible) y le felicitamos mucho si se queda quieto, pudiendo recompensarle con “golosinas” al principio. Nunca dejamos que intente jugar para escabullirse, ya que es un maestro en hacernos olvidar las cosas. Ahora le cepillamos suavemente, siempre empezando por el mismo lado para no olvidar ningún lugar. En la cabeza se emplea ya el peine, en el resto del cuerpo el cepillo. Podemos practicar hacer la raya central.
Esto lo podemos repetir a diario, cada tres días, una vez a la semana, pero solo por poco tiempo, así le acostumbramos a que de mayor le guste y disfrute con el cepillado, incluso puede quedarse dormido. Aproveche el tiempo que el cachorro está cansado, así se acostumbra antes.

### El perro joven
A las 6/8 meses empieza a formarse el pelo de adulto, en el lomo, en los omóplatos y en el rabo. Esto es el peor momento del pelo del Terrier tibetano, normalmente empiezan a cambiar de color en esta etapa.
Ahora es el momento de vigilar todos los días si se han formado nuditos y quitarlos.
Por ahora el perro ya debe estar acostumbrado a estar quieto, tumbado o de pie, para el cepillado.
Rellenamos un pulverizador con agua tibia y una nuez de acondicionador y humidificamos el pelo un poco. Es aconsejable que no se peine el pelo en seco, pues se puede quebrar y estropear más fácilmente.
Siempre trabajamos el manto desde abajo a arriba. Si el perro esta de pie recogemos el pelo con pinzas. No importa donde empecemos a cepillarle pero siempre con sistema, para no dejarse ninguna zona. Yo prefiero empezar por las patas traseras, luego patas delanteras, el cuerpo, pecho, cabeza y rabo. Cepillamos una pequeña zona, después utilizando el peine para llegar hasta la piel. Si nos encontramos con algún nudo, tratamos de aflojarlo con nuestros dedos, separando el pelo suavemente y después pasamos el peine con la separación más ancha y al final la fina, toda esta operación ha de realizarse con sumo cuidado de no eliminar demasiado pelo.
Así, capa por capa, vamos arreglando al perro. Las zonas que más hay que vigilar, porque es donde se forman mayor número de nudos, son normalmente las zonas de articulaciones grandes, véase el dibujo.
Por último le peinamos bien su pequeña barba y su rabo y le hacemos la raya.

### El perro adulto

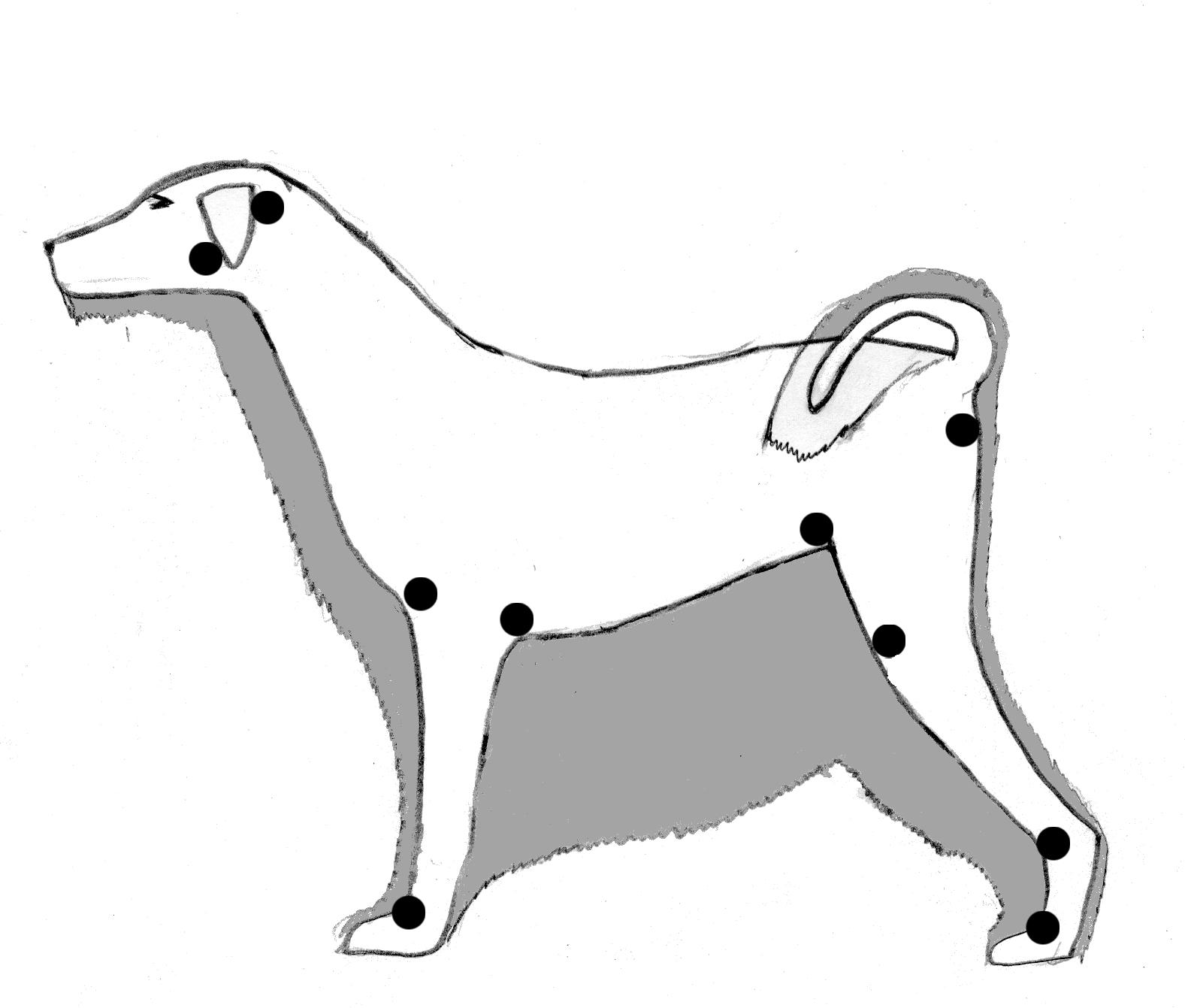
Zonas de formación de nudos.

Su cuidado es igual que en el perro joven pero con una vez a la semana es suficiente, excepto en la época de muda (primavera). Nunca encontraremos pelos muertos del Terrier tibetano en la alfombra, etc. Debido a que el pelo queda entre el manto y forma los mencionados nudos.
La parte interna de las orejas de los Terrier tibetanos suelen tener abundante pelo, tenemos que eliminar el exceso de pelo y evitar que se formen nudos. Limpiaremos los oídos si es necesario.
Tenemos que vigilar que los ojos no tengan legañas y si encontramos una la quitamos suavemente. El pelo que cae sobre los ojos lo podemos recoger con unas gomitas o pinzas. Si el pelo que cubre los ojos es muy largo podremos hacer unas trencitas con él y sujetarlas. Normalmente a los perros que hacen Agility les cortamos el pelo escalonadamente (1-2mm.) desde los ojos hasta el lomo de la nariz en forma de triángulo, dejando siempre un flequillo, para que conserve su apariencia típica. El flequillo es más fácil de sujetar. Este corte jamás ha de hacerse para un perro de exposición.
Si tiene una vida normal y suficientes ejercicios no tendremos que cortarle las uñas. En caso de que sean muy largas las cortaremos con una leve inclinación dejando un poco más por arriba, esto favorecerá el desgaste al andar. Hay que tener cuidado en no cortar demasiado y hacerle una herida. El Terrier tibetano no ha de tener uñas muy cortas.

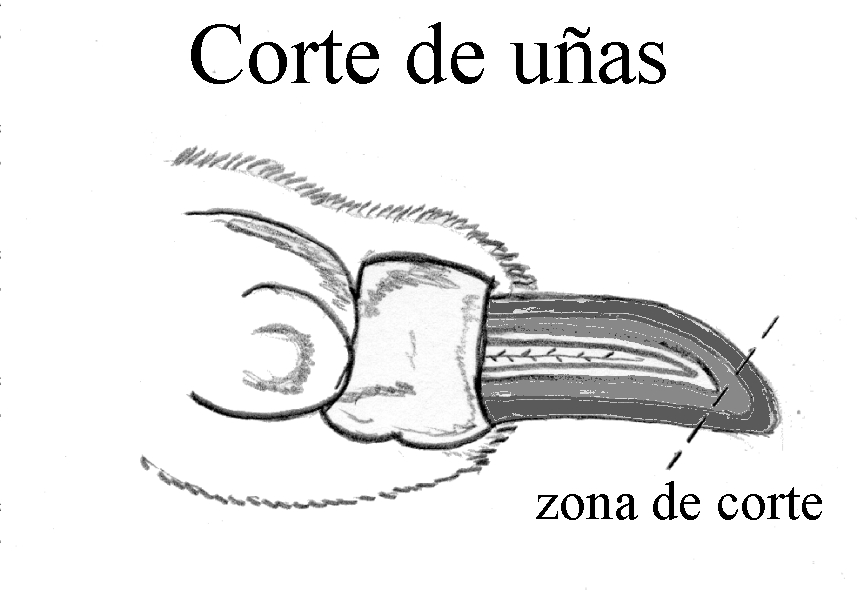
Corte de uñas.

Tenemos que mirar si tienen sarro en los dientes, aunque no son perros propensos si los alimentamos adecuadamente. Si empieza a haber sarro les podemos cepillar los dientes.
Hasta que el pelo del Terrier tibetano este en su esplendor pueden transcurrir según las líneas de 2 a 4 años. Los pueden tener en esencian tres tipos de pelos. Son a simple vista muy parecidos, pero tienen un cuidado un poco diferente.
El primero que mencionamos tiene el pelo de cobertura muy fuerte y es más liso. Este tiende a formar menos nudos.
El segundo se caracteriza por tener un subpelo más lanoso y más abundante. El pelo esta menos adherido al cuerpo.
El tercero tiene un pelo más duro que adquiere la apariencia de un corte en capas.

### Baño
A los cachorros les podemos bañar la primera vez a la temprana edad de 10 semanas, pero siempre teniendo en cuenta las vacunas.
Si le bañamos una vez al mes será suficiente, tampoco hay que excederse. Si se nos ensucia mucho le podremos lavar. Aunque no siempre hay que lavarle con champú, por ejemplo si venimos de un paseo y se ha ensuciado con barro, simplemente podemos enjugarle con abundante agua tibia. Si hemos estado en la playa es aconsejable enjugarle profundamente, para eliminar la sal y la arena. 
Para bañarlos debemos emplear un buen champú de acuerdo con el tipo de pelo.
Empezamos mojando al perro con agua tibia (30 °C-35 °C). Tenemos que mojar a fondo el pelo, el pelo externo impide la fácil penetración del agua. El subpelo ha de estar totalmente mojado. Una gran cantidad de la suciedad ya ha sido arrastrada por el agua. Podremos ver entonces una pequeña ratita mojada.
A continuación mezclamos el champú en un recipiente con agua. Iremos vertiendo la mezcla sobre el perro, mientras separamos con los dedos el pelo para que penetre bien el champú. No es bueno masajear en círculos, si lo hacemos se nos formaran nudos. Dejamos que actué el champú un rato.
El aclarado es una parte muy importante, ya que no ha de quedar ningún resto de champú. Los aclarado siempre los haremos en sentido del crecimiento del pelo. Tenemos que vigilar que no quede nada en el subpelo. Aclaramos con abundante agua tibia. Si hemos aclarado bien el pelo podremos hacer al igual que en el pelo humano la “prueba del chirrido” al pasar los dedos.
Le podemos poner un acondicionador del tipo botánico, procederemos igual que con el champú. Según el tipo y estado de pelo lo dejamos más o menos tiempo actuar. Luego aclaramos con agua.
Quitamos el exceso de agua y con una toalla presionamos con cuidado el pelo, para quitar más agua. Le llevamos a la mesa donde le secaremos. Antes de trabajar con el secado ha de estar el perro bastante seco (no ha de gotear). Secaremos el pelo mientras le peinamos. Es aconsejable que utilicemos un secador que tenga niveles de intensidad y temperatura. Tenemos que secar con cuidado de no dañar el pelo. Hay que tener en cuenta que el subpelo tarda más en secarse, por ello secaremos desde las raíces a las puntas (así también evitamos que se formen nudos). Durante el cepillado el pelo que aún no hemos cepillado ha de estar siempre húmedo.